# Crimmins Island
Crimmins Island är en ö i Kanada.   Den ligger i territoriet Nunavut, i den östra delen av landet, 2 100 km norr om huvudstaden Ottawa. Arean är 0,87 kvadratkilometer.
Terrängen på Crimmins Island är platt. Öns högsta punkt är 84 meter över havet. Den sträcker sig 2,2 kilometer i nord-sydlig riktning, och 0,7 kilometer i öst-västlig riktning.